# Chris Mannaerts
Chris Mannaerts is cyclocross manager bij Flanders Classics. Voordien was hij een Vlaams televisiepresentator op de commerciële SBS-zenders en operationeel manager bij Vastgoedservice-Golden Palace. 

## VT4/Vier
Na zijn start bij de regionale zender AVS, ging hij aan de slag bij VT4. Bij het Wereldkampioenschap voetbal 2006 was Mannaerts nog voor VT4 hun verslaggever ter plaatse, samen met Ann Van Elsen. Tussen 2007 en 2015 was hij Chef Sport bij de nieuwsredactie van VT4. De zender sloot sinds de aanstelling van Mannaerts op sport een meerjarig contract af voor de captatie van de Superprestige veldrijden tot en met 2012.  
In 2010 verwierf VT4 de televisierechten in Vlaanderen voor de MotoGP en meerdere seizoenen Formule 1. Sinds begin 2011 werkte hij als verantwoordelijke sport in het departement voor nieuws en sport.

## Vastgoedservice-Golden Palace
Na het verlies van de uitzendrechten van het veldrijden ging Mannaerts in 2015 aan de slag bij Vastgoedservice-Golden Palace. Daar werd hij operationeel manager nadat één van de oprichters van het team, Geert Vanhoof, een stapje opzij zette om zich te concentreren op zijn activiteiten bij zijn vastgoedbedrijf Vastgoedservice. 

## SportIDee
Een jaar later stond Chris Mannaerts in dienst van SportIDee ook mee aan de wieg van de Brico Crossen. De veldritreeks bundelde zes niet-klassementscrossen die uitgezonden werden door de commerciële zender VTM.   In 2017 kwam ook de organisatie van de Koppebergcross in handen van Mannaerts en zijn team.  Na drie seizoenen werd SportIDee in 2019 overgenomen door sportorganisator  Golazo. 

## Flanders Classics
Na de overname ging Mannaerts aan de slag bij Flanders Classics. Daar kwam hij aan het hoofd te staan van het veldrijden.  Zo is hij verantwoordelijk voor de coördinatie van de Superprestige veldrijden en de UCI Cyclo-Cross World Cup, waarvan de organisatierechten sinds 2020 in handen zijn van het organisatiebureau van onder andere de Ronde van Vlaanderen. 
Naast de regelmatigheidsklassementen is hij binnen Flanders Classics ook verantwoordelijk voor de organisatie van de veldritwedstrijden in Overijse, Antwerpen, Gavere, Zonhoven, Dublin en Maasmechelen. 